# Петричинка
Петричинка — река в Удмуртии, левый приток Шехостанки.
Длина реки — 12 км. Протекает в границах сельского поселения Первомайское Киясовского района.
Исток в 2 км к северо-востоку от деревни Косолапово. В верховьях течёт на запад, затем устремляется на юг и протекает через упомянутую деревню. В деревне и ниже в урочище Петрица имеются пруды. В низовьях русло канализовано. В устьевой части реку пересекает автодорога Сарапул - Киясово.
Основные притоки впадают слева. Сток притоков также зарегулирован.